# Косминський Євген Олексійович
Євген Олексійович Косминський (21 жовтня (2 листопада) 1886, Варшава  — 24 липня 1959, Москва)  — російський та радянський історик, фахівець з аграрної історії середньовічної Англії та історіографії. 
Доктор історичних наук (1936), почесний доктор Оксфордського університету (1955). Дійсний член АН СРСР (30.11.1946, член-кореспондент c 28.01.1939) та АПН РРФСР (08.09.1945). Член Американської академії політичних наук у Нью-Йорку, Товариства з вивчення економічної історії при Лондонському університеті, почесний член Історичною асоціації Великої Британії.

## Біографія
Народився в сім'ї вчителя, що став згодом директором гімназії.
Закінчив із золотою медаллю 1-у Варшавську гімназію, навчався на історико-філологічному факультеті Варшавського та Московського університетів. 1909 року впродовж трьох місяців стажувався в Гейдельберзі.
Був залишений при кафедрі загальної історії Московського університету для підготовки до професорського звання, по складанню магістерських іспитів.
1915 року почав викладати в  Московському університеті. Після заснування 1931 року Московського інституту філософії, літератури та історії перейшов на роботу туди, 1934 року повернувся до МГУ та очолив кафедру історії Середніх століть на щойно створеному історичному факультеті. Змушений був залишити завідування кафедрою 1949 року, під час компанії боротьби з «космополітизмом» (звинувачувався в «буржуазному об'єктивізмі», переніс інфаркт).
У 1921-1929 — дійсний член Інституту історії РАНІОН, у 1929 — 1936 роках — Інституту історії Комуністичної академії.
З 1936 року працював в Інституті історії АН СРСР, завідував там сектором історії Середніх століть (1947 — 1952) і сектором історії Візантії (1955 — 1959).
1939 року обраний членом-кореспондентом АН СРСР. 
Крім того, в 1918 — 1920 роках завідував бібліотекою Державного історичного музею, в 1922 — 1925 викладав у 2-му МГУ, у 1924 — 1926 завідував Кабінетом історії Англії Інституту Маркса  — Енгельса, в 1926 — 1935 був професором Інституту Червоної професури, в 1944 — 1948 працював в Інституті методів навчання АПН.
1946 року дійсним член АН СРСР.
Був відповідальним редактором щорічників «Середні віки» (1942—1959) та «Византийский временник» (1947—1959).
у 1955 році обраний почесним доктором Оксфордського університету. 
Помер 24 липня 1959 року в Москві. Похований на Новодівичому кладовищі в Москві.

## Публікації
- Английская деревня в XIII веке. М.—Л., 1935.
- Исследования по аграрной истории Англии XIII века. М.—Л., 1947.
- Studies in the Agrarian History of England in the XIIIth Century. Oxford, 1956.
- Историография Средних веков (V — середина XIX века). М., 1963.
- Проблемы английского феодализма и историографии Средних веков. М., 1963.